# Tišnov (nádraží)
Tišnov je železniční stanice v Tišnově v okrese Brno-venkov. Nachází se na trati Brno – Havlíčkův Brod, ze které ve stanici odbočuje trať přes Nové Město na Moravě do Žďáru nad Sázavou.

## Historie
Nádraží v Tišnově bylo zprovozněno v roce 1885 jako koncová stanice tratě z Brna, kterou postavila a provozovala Rakouská společnost státní dráhy (StEG). Roku 1905 byla do Tišnova údolím Svratky přivedena trať ze Žďáru nad Sázavou. V obou případech se jednalo o místní dráhy, které neumožňovaly rychlejší dopravu. Ve 30. letech 20. století začaly vznikat úvahy o novém rychlém spojení spojení mezi Prahou a Brnem, stavba nové trati Brno – Havlíčkův Brod začala po Mnichovské dohodě v roce 1938. Tišnovské nádraží se mělo stát jednou ze stanic na této nové dráze. Její výstavba byla za druhé světové války přerušena, roku 1948 obnovena a k jejímu zprovoznění došlo v roce 1953. Zatímco původní trať Brno–Tišnov byla zrušena (v úseku vápenka Čebín – Tišnov byla ponechána jako vlečka), stará trasa přes Nové Město na Moravě do Žďáru nad Sázavou byla ponechána. Nová trať byla z Tišnova navržena do Žďáru nad Sázavou odlišným směrem přes Křižanov. Tišnovské nádraží se tak stalo železniční křižovatkou.

## Popis
Ve stanici je reléové zabezpečovací zařízení se světelnými návěstidly s rychlostní návěstní soustavou. Ke zjišťování volnosti kolejových úseků slouží kolejové obvody, v případě dvojitých kolejových spojek na obou zhlavích stanice detekují obsazenost úseků počítače náprav. Stanice je obsazena výpravčím, dozorcem výhybek a operátorem železniční dopravy.[zdroj?]

## Provoz
Oblast Tišnovska byla v roce 2005 začleněna do Integrovaného dopravního systému Jihomoravského kraje (IDS JMK), takže tišnovská železniční stanice tvoří s přilehlým autobusovým nádražím regionální dopravní uzel.
Místní doprava je zajišťována vlakovou linkou S3 z Křižanova přes Tišnov a Brno hl. n. do Hustopečí u Brna/Židlochovic. Většina spojů vyjíždí již ze Žďáru nad Sázavou (mimo IDS JMK). V Tišnově také začíná vlaková linka S31, která vede přes Nedvědici do zastávky Rovné-Divišov; mimo IDS JMK pokračují spoje do Žďáru nad Sázavou.
V rámci dálkové dopravy je železniční stanice Tišnov obsluhována rychlíkovou linkou R9 Praha–Brno (rychlík Vysočina), přičemž úsek Tišnov–Brno je zařazen do IDS JMK.